# Edyta Małoszyc
Edyta Małoszyc (17 agosto 1969) è una pentatleta polacca.

## Palmarès
In carriera ha conseguito i seguenti risultati:
- Mondiali:

Budapest 1992: oro nel pentathlon moderno staffetta a squadre.
Basilea 1995: oro nel pentathlon moderno staffetta a squadre.
Siena 1996: oro nel pentathlon moderno staffetta a squadre.
Mosca 1997: argento nel pentathlon moderno staffetta a squadre.
Millfield 2001: argento nel pentathlon moderno a squadre.
Varsavia 2005: bronzo nel pentathlon moderno a squadre.
Città del Guatemala 2006: oro nel pentathlon moderno staffetta a squadre.
Budapest 2008: oro nel pentathlon moderno a squadre e bronzo staffetta a squadre.
- Europei

Györ 1993: bronzo nel pentathlon moderno individuale.
Berlino 1995: oro nel pentathlon moderno a squadre.
Székesfehérvár 1997: oro nel pentathlon moderno a squadre e bronzo individuale.
Usti nad Labem 2002: bronzo nel pentathlon moderno a squadre.
Usti nad Labem 2003: argento nel pentathlon moderno a squadre.
Albena 2004: bronzo nel pentathlon moderno a squadre.
Montepulciano 2005: argento nel pentathlon moderno a squadre e bronzo individuale.
Budapest 2006: oro nel pentathlon moderno staffetta a squadre.
Riga 2007: bronzo nel pentathlon moderno a squadre.
Lipsia 2009: bronzo nel pentathlon moderno staffetta a squadre.